# Packraft

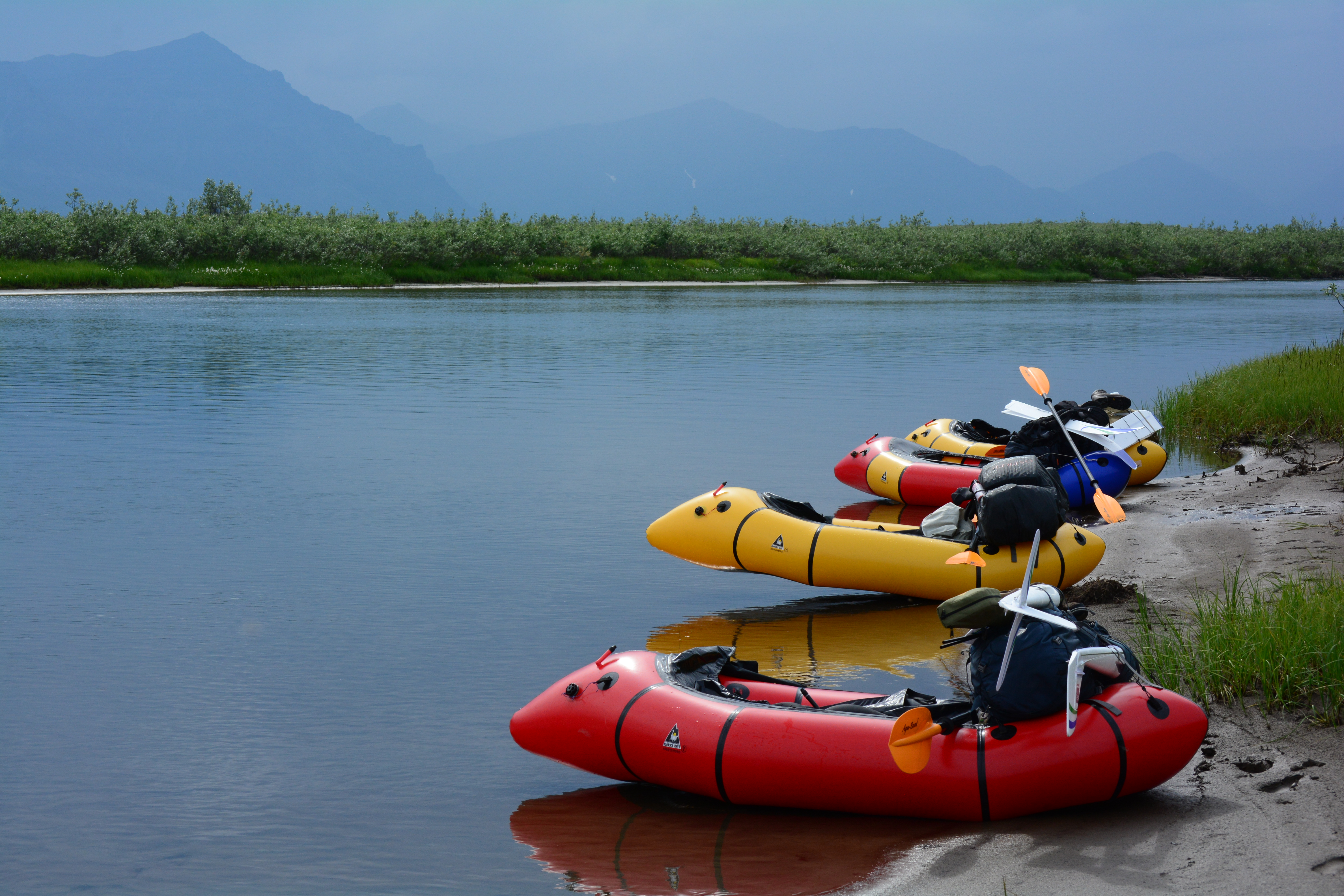
Quattro packraft sulla spiaggia del fiume Anaktuvuk, in Alaska.

Packraft è un termine colloquiale con cui si identifica un piccolo gommone portatile progettato per essere adoperato su tutti i corsi e gli specchi d'acqua, dalle rapide fluviali ai fiordi. Un packraft è progettato per essere abbastanza leggero da essere trasportato per lunghe distanze, anche su terreni accidentati, assieme al suo sistema di propulsione (pagaie pieghevoli o remi leggeri) e alle attrezzature di sicurezza per l'utilizzatore (giubbotto salvagente e simili). I moderni packraft variano da economici gommoni in vinile a imbarcazioni più robuste e più care che arrivano a costare oltre 1000 euro. La maggior parte di questi gommoni pesa meno di 4 kg e, di solito, è predisposta per alloggiare un solo occupante che rema, usando solitamente una pagaia da kayak, stando in posizione seduta, anche se in alcuni casi può risultare più efficace una posizione inginocchiata. 

## Precursori

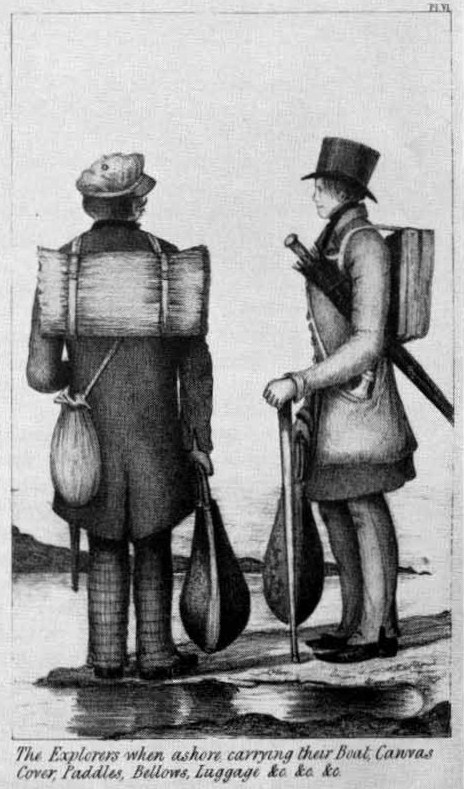
La barca di Halkett, uno dei primi tipi di packraft.

Risulta piuttosto difficile risalire a quelli che possono essere definiti esempi di packraft, poiché belly boat e altri tipi di piccole imbarcazioni che possono essere considerate equivalenti ai packraft sono state utilizzate in tutto il mondo per oltre un secolo, a partire dalla barca di Halkett. Tuttavia, una delle prime apparizioni documentate di quello che può essere considerato un moderno packraft risale al 1952, quando Dick Griffith utilizzò uno di questi piccoli gommoni per discendere il fiume Urique all'interno del Barrancas del Cobre, nello Stato di Chihuahua, in Messico, prima di introdurne l'utilizzo nell'edizione del 1982 dell'Alaska Mountain Wilderness Classic, uno dei vari raid in cui i packraft sono ormai comunemente utilizzati.
Inizialmente rappresentati da imbarcazioni costruite per essere poco più che un giocattolo da piscina o imbarcazioni da lago adibite ad esempio al trasporto di attrezzi, i packraft erano quindi molto poco durevoli se utilizzati in un contesto fluviale; per questo, con il passare del tempo e la diffusione del loro utilizzo, diverse aziende, tra cui Sherpa, Curtis e American Safety, hanno iniziato a realizzare modelli sempre più robusti e affidabili.

## Uso contemporaneo
Oggi il luogo di nascita dell'utilizzo moderno dei packraft è considerato essere l'Alaska, dove queste piccole e facilmente trasportabili imbarcazioni si rivelavano ottime per attraversare i corsi d'acqua che si incontravano in viaggi di lunga percorrenza e attraverso paesaggi incontaminati in cui non era possibile utilizzare veicoli motorizzati. I pionieri dell'uso del packraft (il "packrafting") come Roman Dial, Sheri Tingey e il già citato Dick Griffith provengono tutti da questo Stato. Negli Stati Uniti d'America, al di fuori dell'Alaska, Forrest McCarthy, Nathan Shoutis e Ryan Jordan sono coloro che hanno diffuso il packrafting in Stati come Wyoming, Montana, Utah e Arizona. Da qui i packraft si sono poi diffusi nei paesi nordici e in Europa, e quindi in tutto il mondo, dall'Australia, al Sud-est asiatico, alla Patagonia.

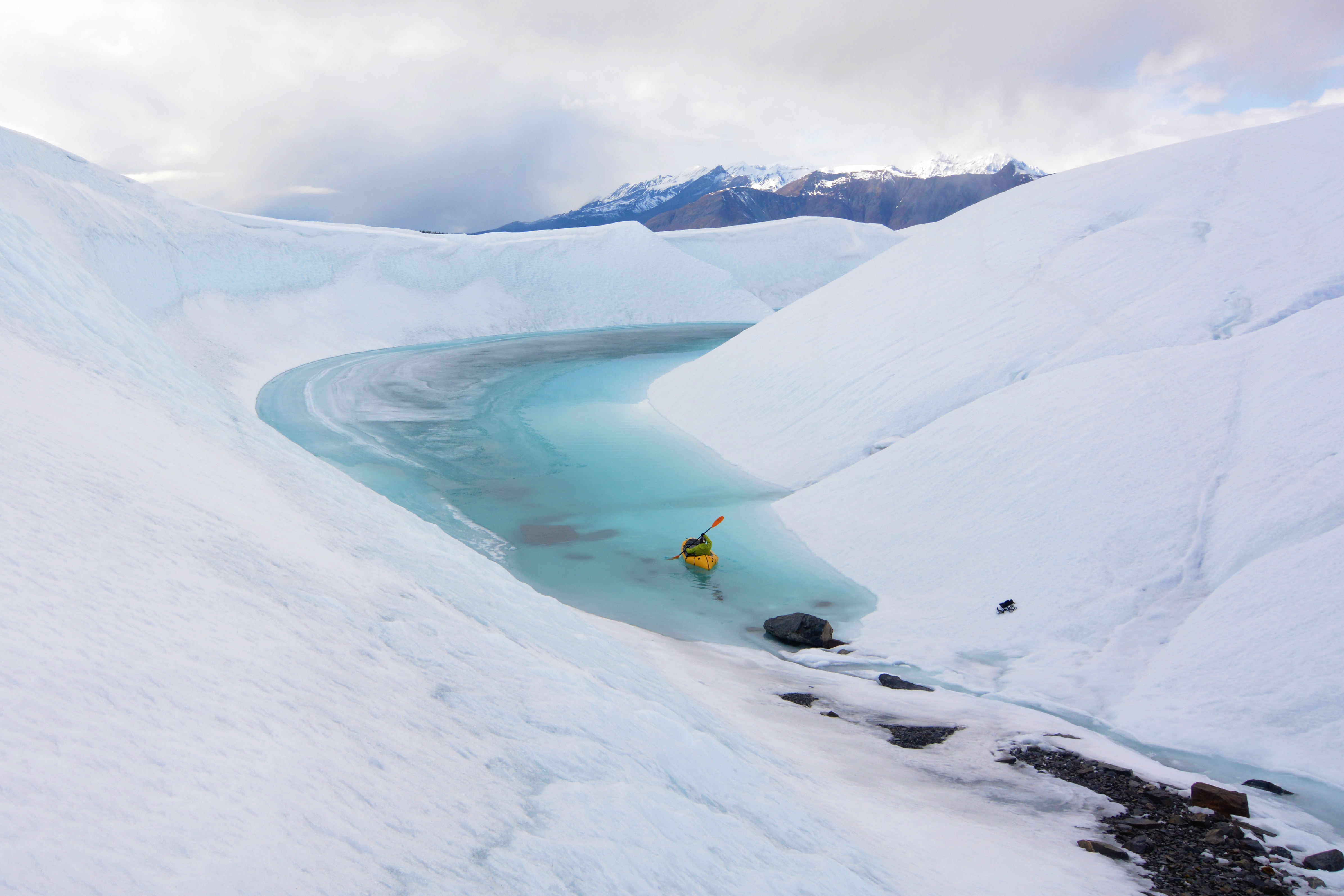
Un packrafter entra in un canyon di ghiaccio sul ghiacciaio Matanuska, in Alaska.

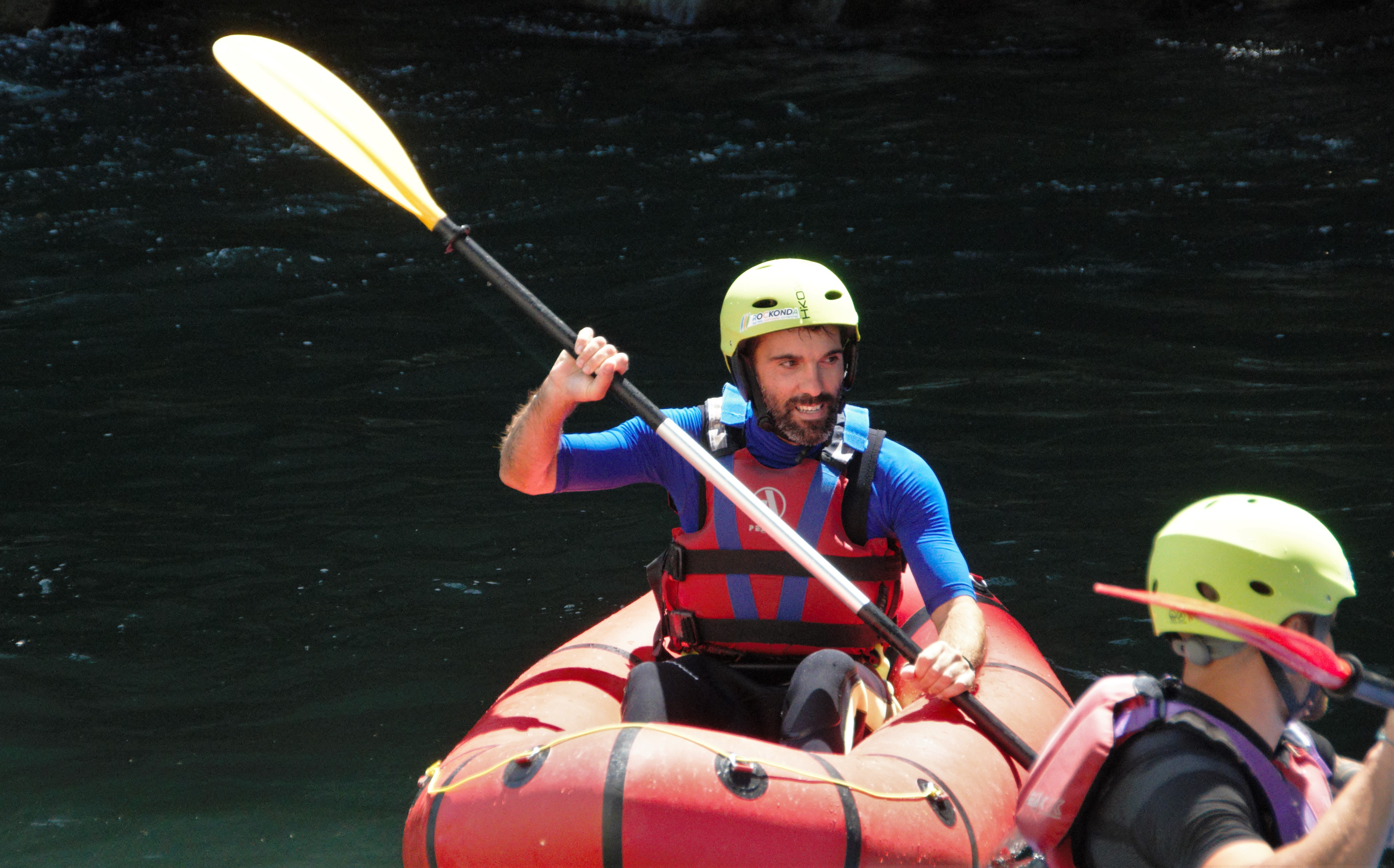
I packraft vengono sempre utilizzati con i relativi dispositivi di sicurezza, come caschetto e giubbotto salvagente.

Originariamente utilizzati, come detto, come imbarcazioni trasportabili in lunghi viaggi nella natura selvaggia, attività il cui apice è forse costituito dalla spedizione di Higman e McKittrick che percorsero 6400 km lungo la costa dell'oceano Pacifico, da Seattle alle Isole Aleutine, i packraft sono oggi utilizzati soprattutto per escursioni giornaliere o poco più, che mescolano passeggiate su sentieri e discese di fiumi e corsi d'acqua di classi I o II, quindi non necessariamente tumultuosi. Tuttavia, va comunque citato il fatto che anche insenature ripide e con corrente forte classificate come Classe V e altri corsi d'acqua che in precedenza erano considerati adatti solo a kayak e gommoni più grandi, sono oggi frequentemente affrontati con successo anche da packrafter esperti. In questi ultimi casi, onde consentirne un controllo più preciso, l'imbarcazione può essere dotata di paraspruzzi e cinghie per le cosce.

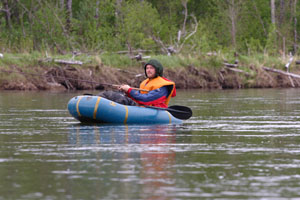
Pesca da un packraft.

Gli utilizzi dei packraft si sono poi moltiplicati con il tempo, così, oltre che tra gli escursionisti, questi piccoli gommoni sono diventati sempre più popolari anche tra i pescatori e i cacciatori, e in generale tra tutti coloro che desiderano un'imbarcazione versatile e leggera da trasportare, sia a piedi che in aereo, compresi gli arrampicatori che vogliono arrivare ai piedi di scogliere da scalare.

## Caratteristiche
Una configurazione tipica costituita da un packraft con cinghie per le cosce e paraspruzzi, pagaia, abbigliamento (tipicamente una muta in neoprene), pompa per gonfiaggio, casco, zaino e borsa del packraft, pesa circa 7 kg. 
Di seguito sono riportati alcuni dei modelli più noti e diffusi:
| Costruttore       | Modello               | Peso    | Materiale del fondo    | Materiale delle pareti | Capacità | Multi-camera |
| ----------------- | --------------------- | ------- | ---------------------- | ---------------------- | -------- | ------------ |
| Advanced Elements | Packlite Kayak AE3021 | 1,8 kg  |                        |                        | 110 kg   | Si           |
| Alpacka           | CuriYak               | 1,9 kg  | Nylon 800D             | Nylon 200D             |          | (NO)         |
| Alpacka           | Scout                 | 1,6 kg  | Nylon 800D             | Nylon 200D             |          | (NO)         |
| Feathercraft      | BayLee 2              | 2,9 kg  | Nylon 840D             | Nylon 210D             | 230 kg   | (NO)         |
| Flyweight Designs | Crossflyte            | 1,6 kg  | Nylon 70D e nylon 210D | Nylon 70D              | 140 kg   | (NO)         |
| Kokopelli         | Hornet-lite           | 2,2 kg  | Nylon 210D             | Nylon 70D              | 125 kg   | (NO)         |
| Kokopelli         | Castaway              | 3,3 kg  | Nylon 840D             | Nylon 210D             | 125 kg   | Si           |
| MRS               | Microraft             | 3,0 kg  | Nylon 420D             | Nylon 210D             | 150 kg   | (NO)         |
| MRS               | Tulo                  | 2,3 kg  | Nylon 420D             | Nylon 210D             | 150 kg   | (NO)         |
| NRS               | NRS PackRaft          | 3,4 kg  | Nylon 210D             | Nylon 70D              |          | Si           |
| Supai             | Matkat                | 0,79 kg | Nylon 70D              |                        | 147 kg   | (NO)         |
| Supai             | Canyon                | 0,68 kg |                        |                        | 110 kg   | (NO)         |

## Slackraft
Dato che il costo di un packraft costruito con materiali di qualità si aggira attorno ai 600-1000 euro, alcuni produttori si sono orientati allo sviluppo di più economici packraft in PVC il cui costo si aggira attorno ai 100 euro ma che, data la loro poco resistenza, non possono essere utilizzati in corsi d'acqua non placidi e non possono essere gonfiati e pressioni elevate. Per tali ragioni queste imbarcazioni vengono spesso chiamate "slackraft", un termine ottenuto unendo l'aggettivo inglese "slack", ossia "allentato, fiacco", alla parola "packraft".